# Anthony Cekada
Anthony Cekada (ur. 18 lipca 1951 w San Diego, zm. 11 września 2020 w West Chester) – amerykański duchowny i teolog katolicki, sedewakantysta, autor kilku publikacji. Krytykował w nich między innymi sobór watykański II oraz papieży będących następcami Piusa XII.
Jedna z jego publikacji pod tytułem The Problems with the Prayers of the Modern Mass została sprzedana w ponad 15 tys. egzemplarzy i została przetłumaczona na język francuski, włoski, niemiecki i holenderski. Inna publikacja o tytule Work of Human Hands: A Theological Critique of the Mass of Paul VI doczekała się prawie 5 tys. wydrukowanych egzemplarzy.
Z jego inicjatywy powstał kościół Świętego Hugona w Milwaukee.

## Życiorys
Anthony Cekada urodził się 18 lipca 1951 roku w La Jolla (jednej z dzielnic San Diego) w katolickiej rodzinie; był synem Franka i Eleanor (zm. 1963). W wieku 14 lat wstąpił do Konserwatorium Muzycznego w Wisconsin, gdzie nauczył się grać na organach.
W 1969 roku rozpoczął studia teologiczne w Seminarium Franciszka Salezego w Milwaukee, które ukończył w roku 1973. Naukę kontynuował w Szwajcarii; wstąpił do zakonu cysterskiego i przez krótki czas mieszkał w klasztorze w Hauterive. W 1975 roku wstąpił do Międzynarodowego Seminarium Świętego Piusa X w Écône, dwa lata później otrzymał święcenia kapłańskie z rąk arcybiskupa Marcela Lefebvre’a. Wrócił do Stanów Zjednoczonych, gdzie pracował w Seminarium Świętego Tomasza z Akwinu w Bloomfield.
W latach 1979–1989 mieszkał w Oyster Bay Cove, gdzie zajmował się duszpasterstwem oraz pracował jako publicysta w magazynie The Roman Catholic. Należał do założonego przez Marcela Lefebvre’a Bractwa Kapłańskiego Świętego Piusa X, jednak w 1983 roku wraz z trzema innymi duchownymi został wydalony z bractwa; w tym samym roku Cekada został współzałożycielem sedewakantystycznego Bractwa Kapłańskiego Świętego Piusa V. W 1989 roku przeniósł się do Cincinnati. 
Zmarł 11 września 2020 roku, 6 dni później odbył się jego pogrzeb.

## Publikacje
- Infallibility and the Pope[3][4]
- The Problem of Authority[2]
- The Problems with the Prayers of the Modern Mass[3][9][2][4]
- Welcome to the Traditional Latin Mass[3][2][4]
- Work of Human Hands: A Theological Critique of the Mass of Paul VI[9][2]

## Tłumaczenia
- Ottaviani Intervention[3][2][10][4]